# Districte de Rhein-Berg
El Districte de Rhein-Berg (Rheinisch-Bergischer Kreis, en alemany) és un Kreis (districte) situat al mig del Land de Rin del Nord-Westfàlia, Alemanya. Està envoltat pels districtes de Oberbergischer Kreis i Rhein-Sieg, i les ciutats de Colònia, Leverkusen, Solingen i Remscheid.

## Història
L'àrea del Bergisches Land va pertànyer al Ducat de Berg durant la major part de l'edat mitjana i, per tant, el nom del districte deriva d'aquest.
L'any 1816, quan tota l'àrea del Rheinland passà a formar part de Prússia, es van crear els districtes de Wipperfürth, Mülheim, Lennep, Opladen i Solingen a l'àrea que ara ocupa el districte Rheinisch-Bergischer Kreis. L'any 1819, Opladen i Solingen van unir-se en un districte de Solingen més gran. L'any 1929 es va crear el nou districte de Rhein-Wupper i molts municipis es van incorporar a les ciutats de Wuppertal, Remscheid i Solingen. El 1932, el districtes de Mülheim i Wipperfürth es van unir per formar l'antic Rheinisch-Bergische Kreis. Finalment, el 1975, la major part de l'àrea dels dos districtes Rhein-Wupper i Rheinisch-Bergisch es van unir per formar l'actual districte.

## Geografia
El districte forma la part occidental del Bergisches Land, metre que els turons del Sauerland baixen fins a la vall del Rin.

## Ciutats i municipis
| Nom               | Tipus                                     | Superfície km² | Habitants |
| ----------------- | ----------------------------------------- | -------------- | --------- |
| Bergisch Gladbach | Ciutat gran que pertany a un districte    | 83,12          | 110.157   |
| Burscheid         | Ciutat mitjana que pertany a un districte | 27,38          | 18.151    |
| Kürten            | Municipi (Gemeinde)                       | 67,50          | 19.615    |
| Leichlingen       | Ciutat mitjana que pertany a un districte | 37,33          | 27.824    |
| Odenthal          | Municipi (Gemeinde)                       | 39,97          | 14.862    |
| Overath           | Ciutat mitjana que pertany a un districte | 68,80          | 26.954    |
| Rösrath           | Ciutat mitjana que pertany a un districte | 38,81          | 28.251    |
| Wermelskirchen    | Ciutat mitjana que pertany a un districte | 74,66          | 34.521    |
| Districte         | Total                                     | 437,57         | 280.335   |

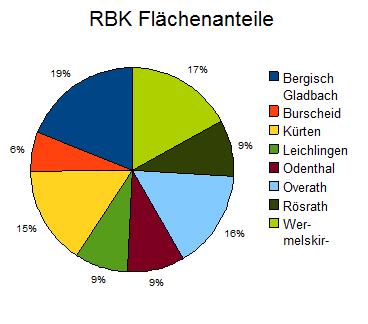
Superfície dels diferents municipis

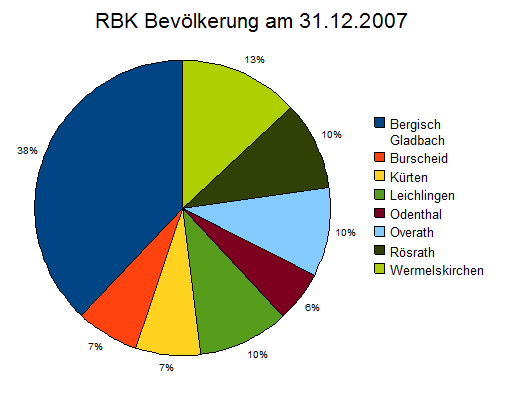
Població a 31 de desembre de 2007

Estadístiques de població i superfície del Landesamt für Datenverarbeitung und Statistik NRW, a 30 de juny de 2015

## Política

### Eleccions iKreistag
| Partit         | BT* 2005 | LT* 2005 | Kom.* 2004 | EU* 2004 |
| -------------- | -------- | -------- | ---------- | -------- |
| CDU            | 37,0     | 47,1     | 40,4       | 45,7     |
| SPD            | 33,6     | 31,9     | 27,8       | 21,4     |
| B90/Grüne      | 8,8      | 7,1      | 12,1       | 14,4     |
| FDP            | 14,1     | 9,6      | 10,0       | 10,4     |
| Die Linke      | 4,1      | 0,8      | -          | 1,6      |
| UWG Rhein-Berg | -        | -        | 6,2        | -        |
| FUWG           | -        | -        | 1,7        | -        |
| Bürgerforum    | -        | -        | 1,8        | -        |
| Altres/Nuls    | 2,4      | 3,5      | -          | 6,5      |

* BT= Eleccions al Bundestag; LT = Eleccions al Landtag; Kom. = Eleccions municipals (Kommune); EU = Eleccions europees.
El Kreistag (parlament del districte) té 62 escons que es reparteixen de la següent manera:
- CDU = 25 escons
- SPD = 17 escons
- Bündnis 90/Die Grünen = 8 escons
- FDP = 6 escons
- UWG Rhein-Berg = 4 escons
- FUWG = 1 escó
- Bürgerforum = 1 escó